# 山梨県庁

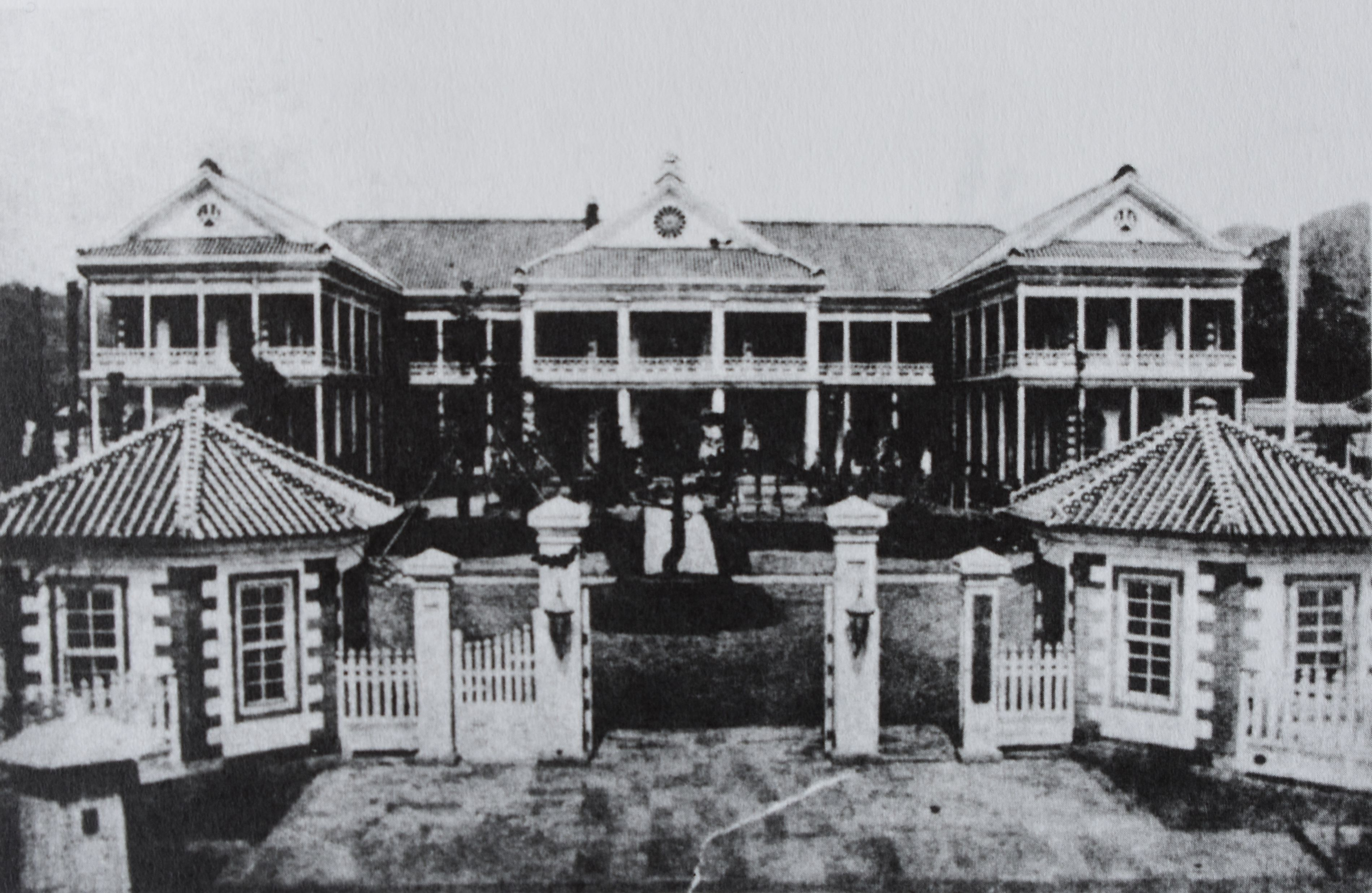
明治10年（1877年）11月、完成当時の「山梨県庁」

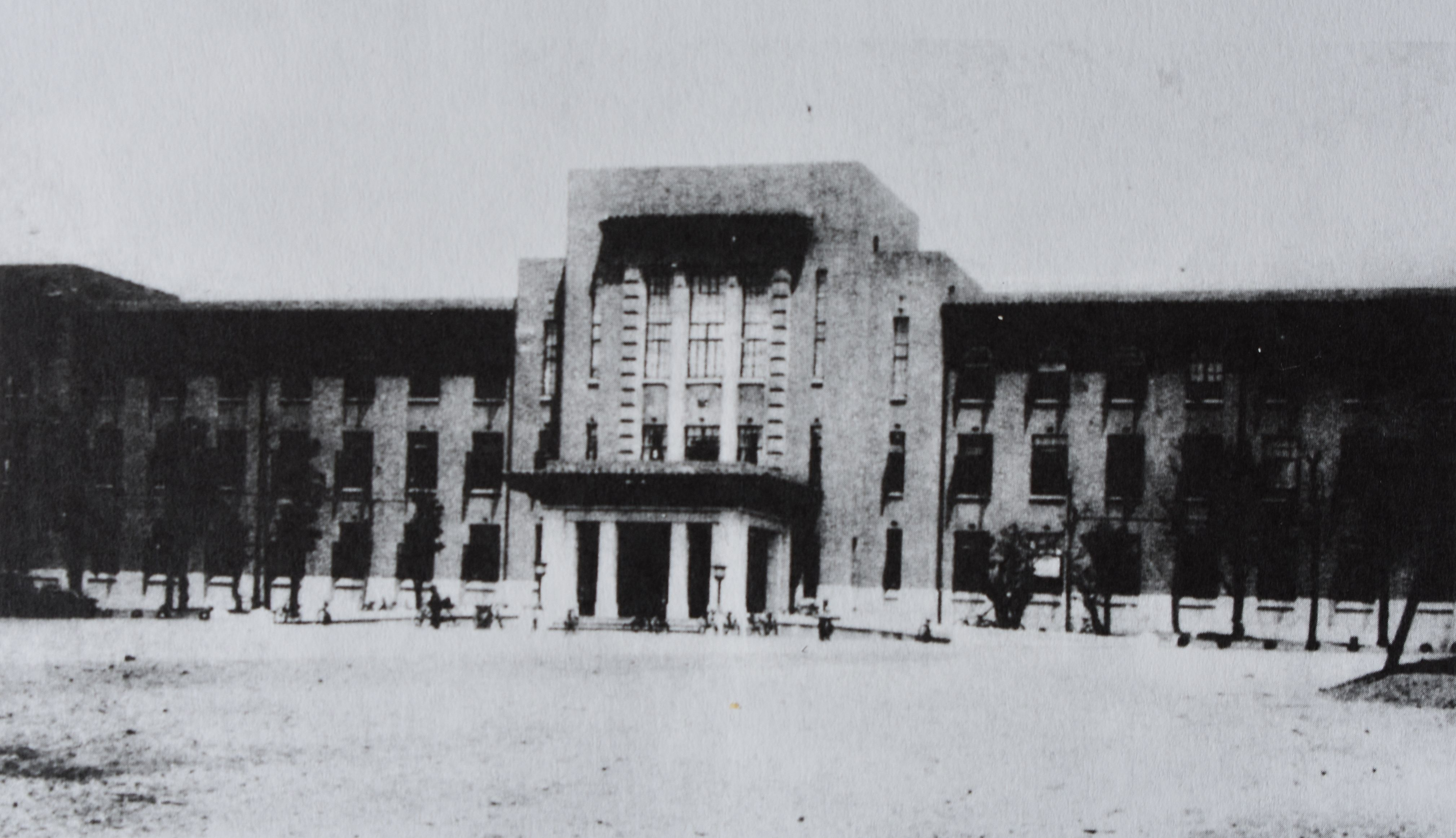
昭和5年（1930年）、完成当時の「山梨県庁」

山梨県庁（やまなしけんちょう、英: Yamanashi Prefectural Government）は、地方公共団体である山梨県の行政機関（役所）である。1870年発足。

## 沿革
- 1868年 - 鎮撫府を設置。鎮撫府を甲斐府とする。府中県・石和県・市川県を甲斐府に統合。
- 1869年 - 甲斐府を甲府県とする。
- 1870年 - 田安家領を甲府県に編入。
- 1871年 - 甲府県を山梨県と改称。
- 1876年 - 山梨県会条例・県会規則を発布。
- 1878年 - 郡区町村編制法を施行。
- 1885年 - 東山梨郡役所落成。
- 1887年 - 県会議事堂落成。
- 1891年 - 郡制施行。府県制施行。
- 1911年 - 帝室御料林を県有財産として下賜される。
- 1932年 - 教員赤化事件で訓導を検挙。
- 1940年 - 大政翼賛会山梨県支部を結成。
- 1944年 - 県立医学専門学校を開校。
- 1947年 - 初の公選知事・吉江勝保が就任。
- 1948年 - 第1回県芸術祭を開催。
- 1950年 - 山梨県総合開発審議会条例制定。
- 1963年 - 県庁新庁舎が落成。
- 1966年 - 県立女子短期大学を開校。山梨文化会館が完成。
- 1970年 - 県立図書館新館が落成。県立中央病院が新築完成。
- 1978年 - 県立美術館が開館。
- 1982年 - 県立考古博物館が開館。県民文化ホールが完成。
- 1989年 - 県立文学館が開館。
- 1996年 - 『山梨県史』刊行開始。

## 組織
- 知事
  - 副知事
    - 総合政策部
      - 政策企画課
      - オリンピック・パラリンピック推進室
      - リニア環境未来都市推進室
      - 秘書課
      - 広聴広報課
      - 地域創生・人口対策課
      - 東京事務所
      - 大阪事務所

    - 県民生活部
      - 県民生活・男女参画課
      - 北富士演習場対策課
      - 統計調査課
      - 消費生活安全課
      - 世界遺産富士山課
      - 私学・科学振興課
      - 中北地域県民センター
      - 峡東地域県民センター
      - 峡南地域県民センター
      - 富士・東部地域県民センター
      - 県民生活センター
      - 富士山世界遺産センター
      - 山梨県総合理工学研究機構
      - 富士山科学研究所
      - 国際課
      - 総合理工学研究機構
      - パスポートセンター
      - 男女共同参画推進センター

    - リニア交通局
      - リニア推進課
      - 交通政策課
      - リニア用地事務所

    - 総務部
      - 人事課
      - 職員厚生課
      - 財政課
      - 税務課
      - 資産活用課
      - 行政経営管理課
      - 県民情報センター
      - 市町村課
      - 情報政策課
      - 職員研修所
      - 総合県税事務所

    - 防災局
      - 防災危機管理課
      - 消防保安課
      - 消防学校

    - 福祉保健部
      - 福祉保健総務課
      - 健康長寿推進課
      - 国保援護課
      - 子育て支援課
      - 子どもの心のケア総合拠点整備室
      - 障害福祉課
      - 医務課
      - 衛生薬務課
      - 健康増進課
      - 中北保健福祉事務所（中北保健所）
      - 中北保健福祉事務所峡北支所（中北保健所峡北支所）
      - 峡東保健福祉事務所（峡東保健所）
      - 峡南保健福祉事務所（峡南保健所）
      - 富士・東部保健福祉事務所（富士・東部保健所）
      - 女性相談所
      - 中央児童相談所
      - 都留児童相談所
      - 甲陽学園
      - こころの発達総合支援センター
      - 障害者相談所
      - 精神保健福祉センター
      - あけぼの医療福祉センター
      - 育精福祉センター
      - 富士ふれあいセンター
      - 衛生環境研究所
      - 食肉衛生検査所
      - 動物愛護指導センター

    - 森林環境部
      - 森林環境総務課
      - 大気水質保全課
      - 環境整備課
      - みどり自然課
      - 森林整備課
      - 林業振興課
      - 県有林課
      - 治山林道課
      - 中北林務環境事務所
      - 峡東林務環境事務所
      - 峡南林務環境事務所
      - 富士・東部林務環境事務所
      - 森林総合研究所

    - エネルギー局
      - エネルギー政策課
      - 産業政策課
      - 商業振興金融課
      - 新事業・経営革新支援課
      - 地域産業振興課
      - 企業立地・支援課
      - 労政雇用課
      - 産業人材育成課
      - 計量検定所
      - 宝石美術専門学校
      - 山梨県産業技術センター
      - 産業技術短期大学校
      - 峡南高等技術専門校
      - 就業支援センター

    - 観光部
      - 観光企画課
      - 観光プロモーション課
      - 観光資源課
      - 国際観光交流課
      - 山梨県パスポートセンター

    - 農政部
      - 農政総務課
      - 農村振興課
      - 果樹・6次産業振興課
      - 販売・輸出支援室
      - 畜産課
      - 花き農水産課
      - 農業技術課
      - 担い手・農地対策室
      - 耕地課
      - 中北農務事務所
      - 峡東農務事務所
      - 峡南農務事務所
      - 富士・東部農務事務所
      - 東部家畜保健衛生所
      - 西部家畜保健衛生所
      - 水産技術センター
      - 総合農業技術センター
      - 病害虫防除所
      - 果樹試験場
      - 畜産酪農技術センター
      - 畜産酪農技術センター長坂支所
      - 専門学校農業大学校

    - 県土整備部
      - 県土整備総務課
      - 景観づくり推進室
      - 建設業対策室
      - 用地課
      - 技術管理課
      - 道路整備課
      - 高速道路推進課
      - 道路管理課
      - 治水課
      - 砂防課
      - 都市計画課
      - 下水道室
      - 建築住宅課
      - 住宅対策室
      - 営繕課
      - 中北建設事務所
      - 中北建設事務所峡北支所
      - 峡東建設事務所
      - 峡南建設事務所
      - 富士・東部建設事務所
      - 富士・東部建設事務所吉田支所
      - 中部横断自動車道推進事務所
      - 新環状道路建設事務所
      - 広瀬・琴川ダム管理事務所
      - 荒川ダム管理事務所
      - 大門・塩川ダム管理事務所
      - 深城ダム管理事務所
      - 流域下水道事務所

    - 出納局
      - 会計課
      - 管理課
      - 工事検査課

    - 企業局
      - 企業局総務課
      - 電気課
      - 発電総合制御所
      - 早川水系発電管理事務所
      - 笛吹川水系発電管理事務所
      - 石和温泉管理事務所

    - 山梨県議会
    - 人事委員会
    - 監査委員
    - 労働委員会
    - 選挙管理委員会
    - 内水面漁場管理委員会
    - 教育委員会
    - 教育庁
      - 教育庁総務課
      - 福利給与課
      - 学校施設課
      - 義務教育課
      - 高校教育課
      - 高校改革・特別支援教育課
      - 社会教育課
      - スポーツ健康課
      - 学術文化財課
      - 中北教育事務所
      - 峡東教育事務所
      - 峡南教育事務所
      - 富士・東部教育事務所
      - 埋蔵文化財センター
      - 山梨県立図書館
      - 山梨県立美術館
      - 山梨県立博物館
      - 山梨県立考古博物館
      - 山梨県立文学館
      - 総合教育センター

    - 山梨県警察本部